# Phare Nisis Ágios Sóstis
Le phare Nisis Ágios Sóstis, également appelé phare Ágios Sóstis est situé sur l'île Ágios Sóstis, au nord du golfe de Patras, à l'entrée de la baie Mesolóngi, en Grèce. Ágios Sóstis, signifie Saint Sauveur. Le phare est achevé en 1859.

## Caractéristiques
Le phare est une tour de pierres blanches, accolée à la maison du gardien, dont la lanterne est blanche et le dôme de celle-ci est de couleur verte. Il s'élève à 12 mètres au-dessus des eaux du Golfe de Patras.

## Codes internationaux
- ARLHS[2] : GRE-055
- NGA : 14756
- Admiralty[3] : E 3912

## Source
(en) [PDF] List of lights radio aids and fog signals - 2011 - The west coasts of Europe and Africa, the mediterranean sea, black sea an Azovskoye more (sea of Azov) (la liste des phares de l'Europe, selon la National Geospatial - Intelligence Agency)- Version 2011 - National Geospatial - Intelligence Agency - p. 256